# Crinan Canal
Der Crinan Canal ist ein Kanal im Westen Schottlands. Der etwa 14 km (9 Meilen) lange Kanal durchschneidet Knapdale nördlich der Halbinsel Kintyre und verbindet den Jura-Sund im Westen mit Loch Gilp, einem kleinen Nebenarm des Firth of Clyde, im Osten. Der Kanal beginnt im Osten im Ort Ardrishaig und verläuft zunächst parallel zum Meer nach Norden. Danach zweigt er nach Nordwesten, passiert bei Cairnbaan den höchsten Punkt und endet nahe dem namensgebenden Dorf Crinan. Die Höhendifferenz wird durch insgesamt 15 Schleusen überwunden.

## Historie
Der Bau des von John Rennie senior entworfenen Kanals begann 1794 und dauerte bis 1801. Diverse Probleme machten jedoch einen Umbau durch Thomas Telford im Jahr 1816 erforderlich. Der Crinan Canal war im 19. Jahrhundert eine wichtige Ergänzung zum weiter nördlich gelegenen Kaledonischen Kanal, da so ein langer Umweg um die Kintyre-Halbinsel und das Kap Mull of Kintyre vermieden wurde. Weitere Baumaßnahmen fanden zwischen 1930 und 1932 statt.

### Heutige Nutzung
Heutzutage wird der Kanal überwiegend für Freizeitaktivitäten genutzt, da er für die kommerzielle Schifffahrt zu klein ist.
Der Kanal ist für Boote bis zu einer Länge von 26,82 m (88 ft), einer Breite von 6,09 m (20 ft) und, je nach Wasserstand, bis zu einem Tiefgang von 2,7 m (8 ft 10 in) geeignet. Die Durchfahrtshöhe beträgt bis zu 28,95 m (95 ft).
Für die Nutzung des Kanals muss eine Gebühr entrichtet werden, die sich nach der Schiffslänge und der Länge des Aufenthaltes richtet. Im Jahr 2023 betrug diese für eine viertägige Fahrt £14,70 pro Meter Schiffslänge. Der Kanal war im Jahr 2023 vom 3. April bis zum 26. Oktober geöffnet. Danach wurde er während der Wintersaison geschlossen.